# آقاجان بلاغی
آقاجان بلاغی، روستایی از توابع بخش مرکزی شهرستان اسدآباد در استان همدان ایران است.
بهنام غلامی جلالیه 

## جمعیت
این روستا در دهستان چهاردولی قرار دارد و براساس سرشماری مرکز آمار ایران در سال ۱۳۹۵، جمعیت آن ۲۰۸ نفر (۶۲خانوار) بوده است.